# 金コロイド

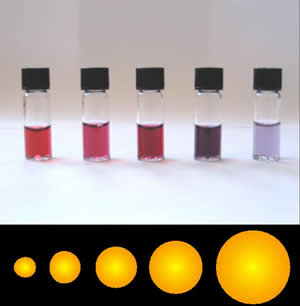
粒子径が異なる金ナノコロイド溶液の色。

金コロイド（きんころいど）は、1マイクロメートル以下の金微粒子（ナノ粒子）が、流体中に分散しているコロイド。色は液の状態によっても変わるが、10ナノメートル程度の微粒子の場合は概ね赤であり、粒径が小さくなると薄黄色、大きくなると紫～薄青、100ナノメートルを超えると濁った黄色となる。金コロイドは光学的、電気的に特徴があり、電子顕微鏡、電子工学、ナノテクノロジー、材料科学などに利用されている。

## 性質

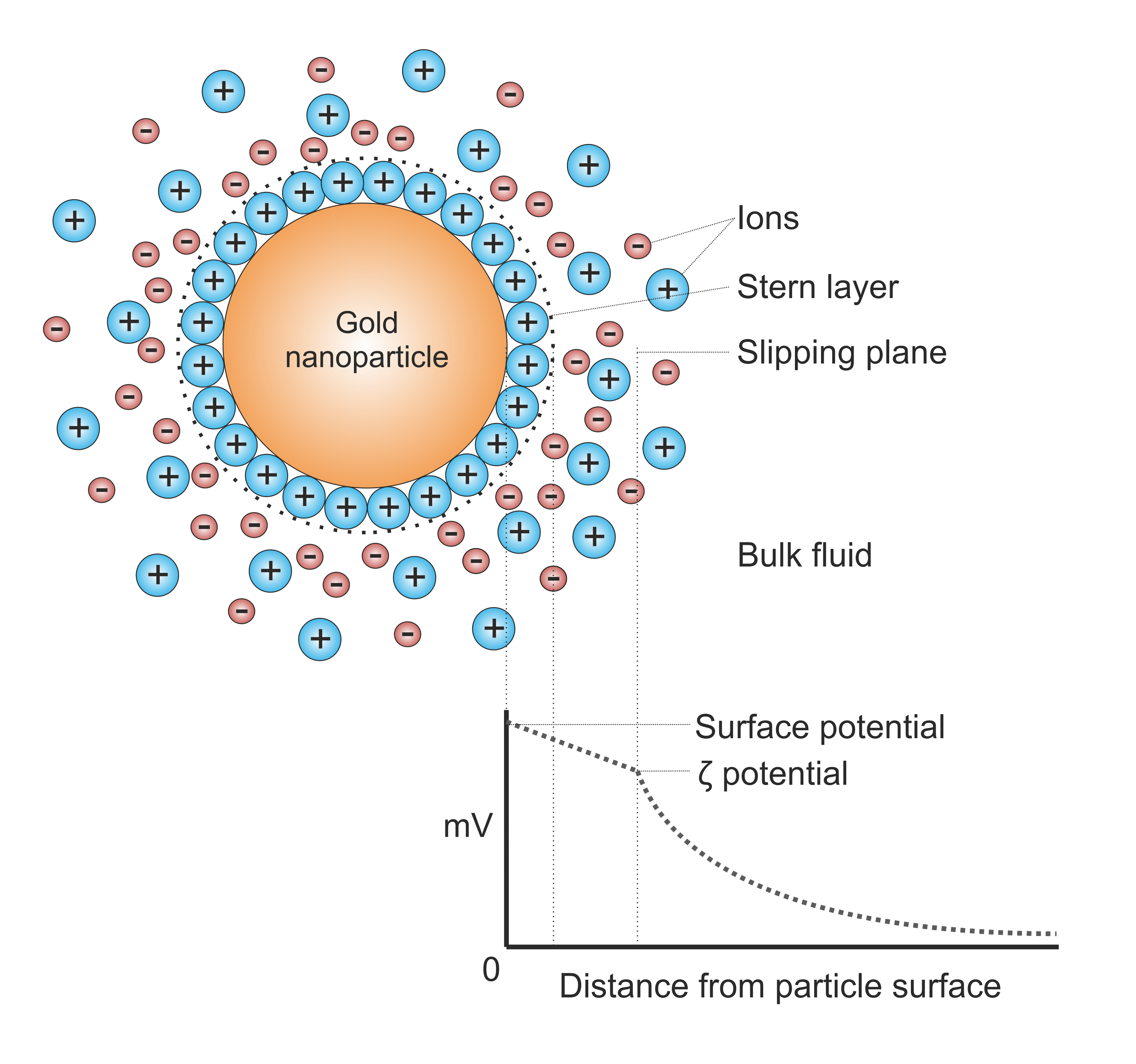
金微粒子表面からの距離と表面電位の関係。金微粒子表面には強固なシュテルン層が形成されているので、液中で凝集せずに安定して存在できる。

金コロイドの性質は、含まれる金微粒子の大きさや、金微粒子の形などで決まる。
金コロイドが色を呈するのは、表面プラズモン共鳴（局在プラズモン共鳴）によるものである。単分散の（粒径のばらつきが無い）金微粒子は単一波長の吸収を持ち、棒状の微粒子（ナノロッド）は棒の長さと幅それぞれで特定の波長の光を吸収する。金微粒子の形状は、粒子の会合状態にも影響する。
金微粒子が、液中で凝集せずに安定して分散しているのは、安定剤として加えたクエン酸などが、微粒子表面に強固に吸着して電気二重層（シュテルン層）を作り、イオン反発が起こっているためである。ただしあくまでも静電的に吸着しているだけなので、溶液の状態（例えば濃度）によっては電気二重層が破壊されて金微粒子が凝集沈殿する場合もある。そのため、金微粒子の表面に分子を化学結合させて、安定化を図る場合もある。

## 歴史
金はステンドグラスを赤く着色する目的で古くから使われてきた。この赤は金微粒子の生成によるものだが、当時はそこまでは分かっておらず、発色原理は1850年代に マイケル・ファラデーが解明するまで全く分かっていなかった。
古代ローマでは金の添加量を変えることにより、ガラスに黄色、赤、藤などの色を付けていた。16世紀になると、錬金術師のパラケルススが、Aurum Potabile（飲用金）と称する薬を作ったと発表している。
17世紀になると、ヨハン・クンケルが金コロイドを使った赤の発色方法の改良に成功している。また、同じ17世紀、アンドレア・カシウスが水酸化スズと金を使って紫を作ることに成功し、「カシウスの紫」と呼ばれた。ただし、当時は、この紫の発色が、金コロイドの発生で起こっていることまでは分からなかった。この後長い間、化学者達は、製法から、「カシウスの紫」が金とスズの化合物だと考えていた。
1842年、イギリスのジョン・ハーシェルは、金コロイドを使ってクリソタイプと呼ばれる感光写真を発明している（ただし直後にタルボットが銀写真を開発したため、高価で性能の劣る金写真はあまり使われなかった）。
マイケル・ファラデーは、パラケルススが発表した「飲用金」を再現しようと試み、1857年になり、塩化金酸を二硫化炭素で還元することで赤い溶液を得ることに成功した。また、「カシウスの紫」の発色が金の微粒子によるものであることを世界で初めて説明した。
1898年、ハンガリーの化学者リヒャルト・ジグモンディは、金の希薄コロイドを作ることに初めて成功した。一方、超遠心分離器を考案したスウェーデンの化学者テオドール・スヴェドベリや、微粒子の散乱を研究して「ミー散乱」としてその名を残したドイツの化学者グスタフ・ミーも、金コロイドの研究を行っている。

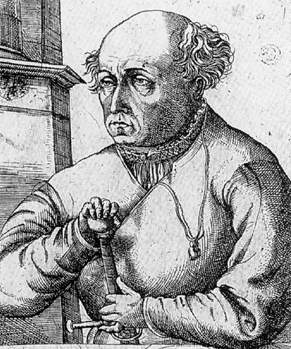
パラケルスス
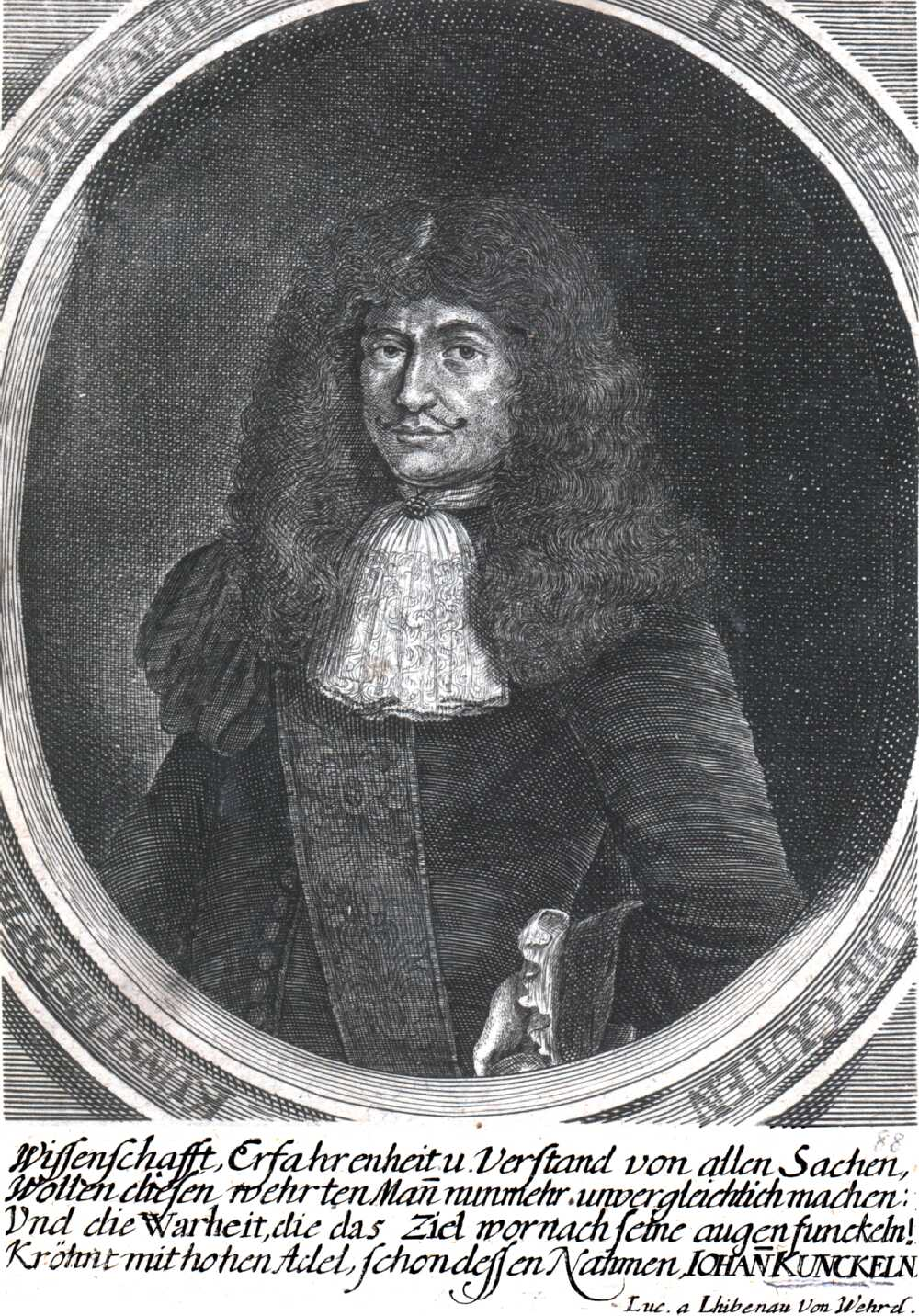
ヨハン・クンケル
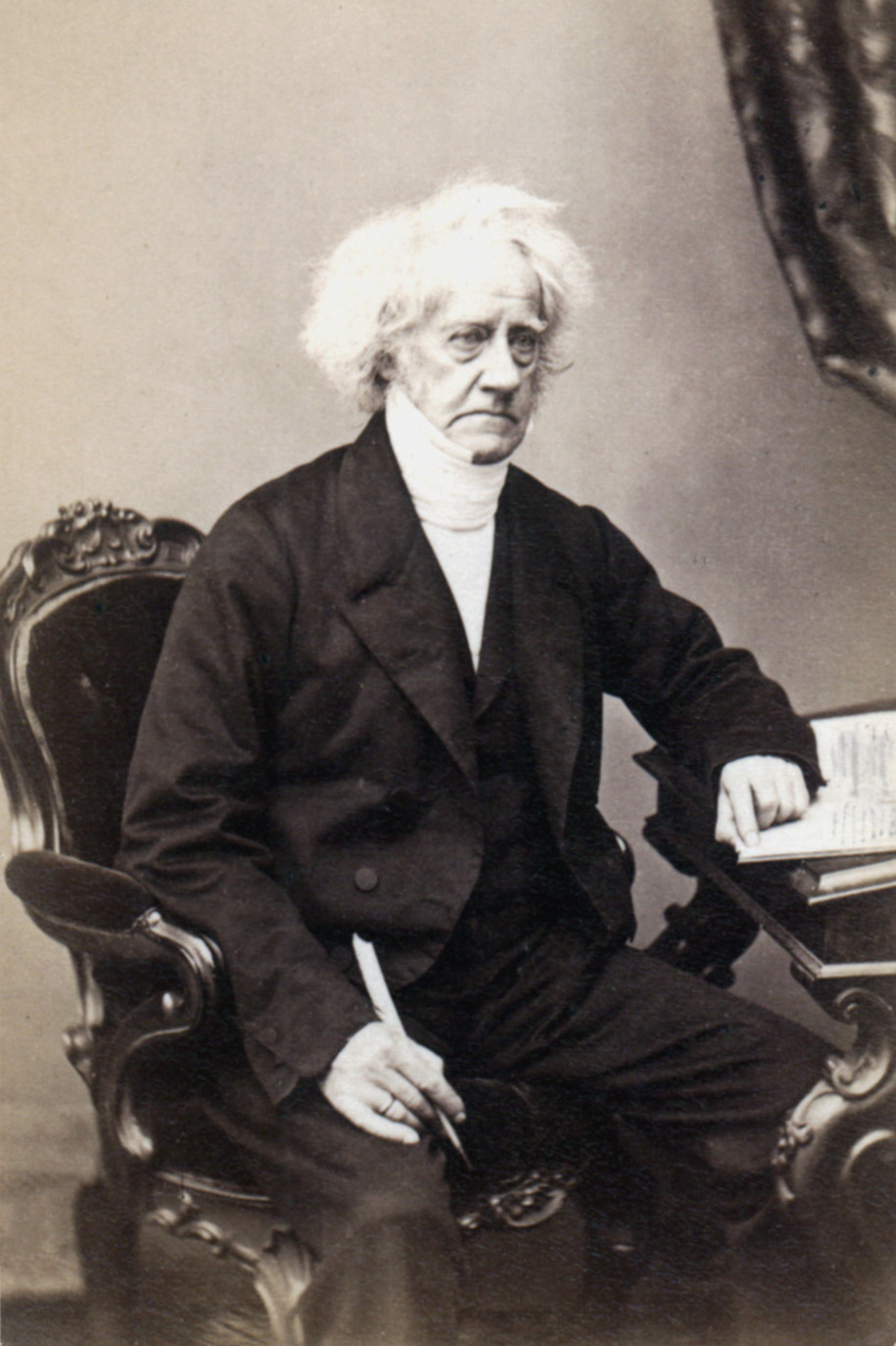
ジョン・ハーシェル
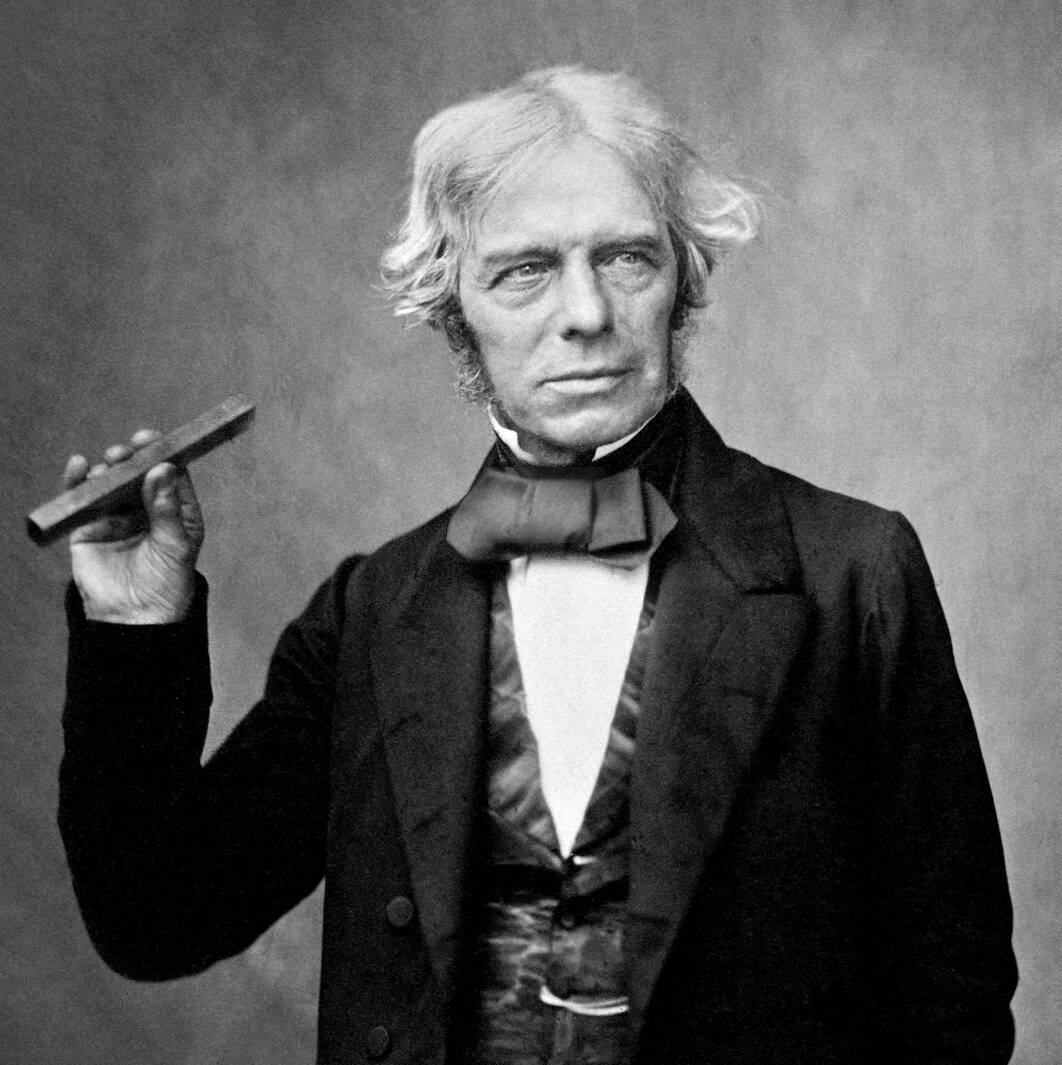
マイケル・ファラデー

## 合成法

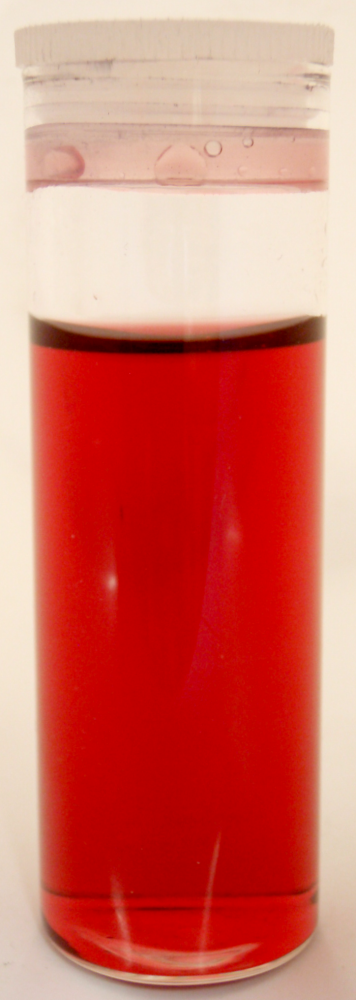
水溶性金コロイド。色は粒子径等に依存するが、概ね赤色である。

テトラクロロ金(III)酸 (H[AuCl4]) を液中で還元する方法が一般的である。
粒径が揃ったコロイドを得るには、H[AuCl4]を激しく攪拌しながら、還元剤を添加するとよい。これにより、Au3+ イオンが金原子に還元される。金原子がいくつか結合し、過飽和状態になった後、 1ナノメートル以下の金微粒子が生成する。生成した金微粒子に、未結合の金原子が次々と結合して、粒子が大きく成長する。攪拌が十分であれば、微粒子の大きさはかなり均一となる。
微粒子同士が凝集しないようにするため、多くの場合、何らかの添加剤を加える。有機配位子を使って、金微粒子に、有機物、無機物を結合させることもある。レーザーアブレーションを使って金から直接金コロイドを作ることもある。

### トゥルケヴィッチ法
ジョン・トゥルケヴィッチらが1951年に開発し、G. フレンズが1970年代に改良した方法が、もっとも簡便で効率的である。
その方法は、水にテトラクロロ金(III)酸とクエン酸ナトリウムとを少量溶かし、加熱するというものである。クエン酸イオンが還元剤および安定剤として働き、コロイド状の金が生じる。
この方法は、水中に分散した粒径10～20ナノメートルで単分散の球状金ナノコロイドを作るのに適している。20ナノメートルより大きくすることもできるが、粒径のばらつきが大きくなり、形もきれいな球形になりにくくなる。
球状金コロイドが成長する際、まず金のナノワイヤが網状に生成し、それが球状に変化することが報告されている。
この方法で大きな粒子を作るには、クエン酸ナトリウムを減らす。クエン酸ナトリウムは金コロイドの表面の安定に必要なため、添加量が減れば、表面積を減らすために小粒子同士が結合し、結果として巨大粒子ができることになる。

### ブラスト法
この方法はブラスト（Brust）とシフリン（Schiffrin）によって1990年代に発見された物で、水と混合しない有機液体中（例えばトルエン）に金コロイドを合成することができる。この方法で作られる金コロイドの大きさは、5～6ナノメートル程度である。
この方法では、テトラクロロ金(III)酸のトルエン溶液と、テトラオクチルアンモニウムブロミド(TOAB)
のトルエン溶液と、水素化ホウ素ナトリウム（NaBH4）を用いる。この方法では、NaBH4が還元剤、TOABが相間移動触媒兼安定剤として働く。NaBH4はかなり強力な還元剤である。
この反応で重要なのは、TOABが過剰に働いて金微粒子同士が結合することがないようにすることである。そのため、溶液の混合は非常にゆっくりと、例えば2週間かけて行う。この問題を解決するために、チオール（特にアルカンチオール）を添加して金微粒子の表面に結合させ、粒子表面を安定化させることもある。アルカンチオールで保護した金微粒子は、沈殿させ、さらにそれを再分散させることもできる。
この方法では多くの添加剤を使うため、合成後の除去が不十分だと、金コロイドの物性（例えば溶解度）に影響を与える場合がある。添加剤の除去のため、金コロイドをソックスレー抽出器などで洗浄する場合もある。

### 超音波法
超音波を使う方法もある。例えばHAuCl4とグルコースが入った水溶液に超音波を当てると、グルコースが分解してラジカルとなり、還元剤として作用する。この方法でできた金コロイドは、幅30～50ナノメートル、長さ数ミクロンのリボン状になるのが特徴である。このリボンは非常に柔軟で、90度以上の角度にも曲がる。グルコースをシクロデキストリンやグルコースオリゴマーに変えると、得られる金コロイドは球形となる。

### ブロックコポリマー法
ブロック共重合体を使う方法もある。ブロック共重合体は、還元剤と安定剤の2つの役割を持つ。この方法を使うと、金コロイドの生成速度が速い。この方法は酒井俊郎らにより発見された。
この方法での金微粒子の生成は、3つの段階からなる。1つ目は、ブロック共重合体が金塩を還元することによる金クラスターの生成、2つ目はブロック共重合体への金クラスターの付着とクラスター同士の隙間で金塩が還元することによる金微粒子の成長、3つ目はブロック共重合体による金微粒子の安定である。
なお、この方法を使う場合、金塩の濃度を高めたとしても、生成する金微粒子の量には限界がある。これに関し、レイ（Ray）らは、金塩と同じモル量の還元剤（クエン酸ナトリウムなど）を添加することで改善すると報告している。

## 利用

### 電子顕微鏡

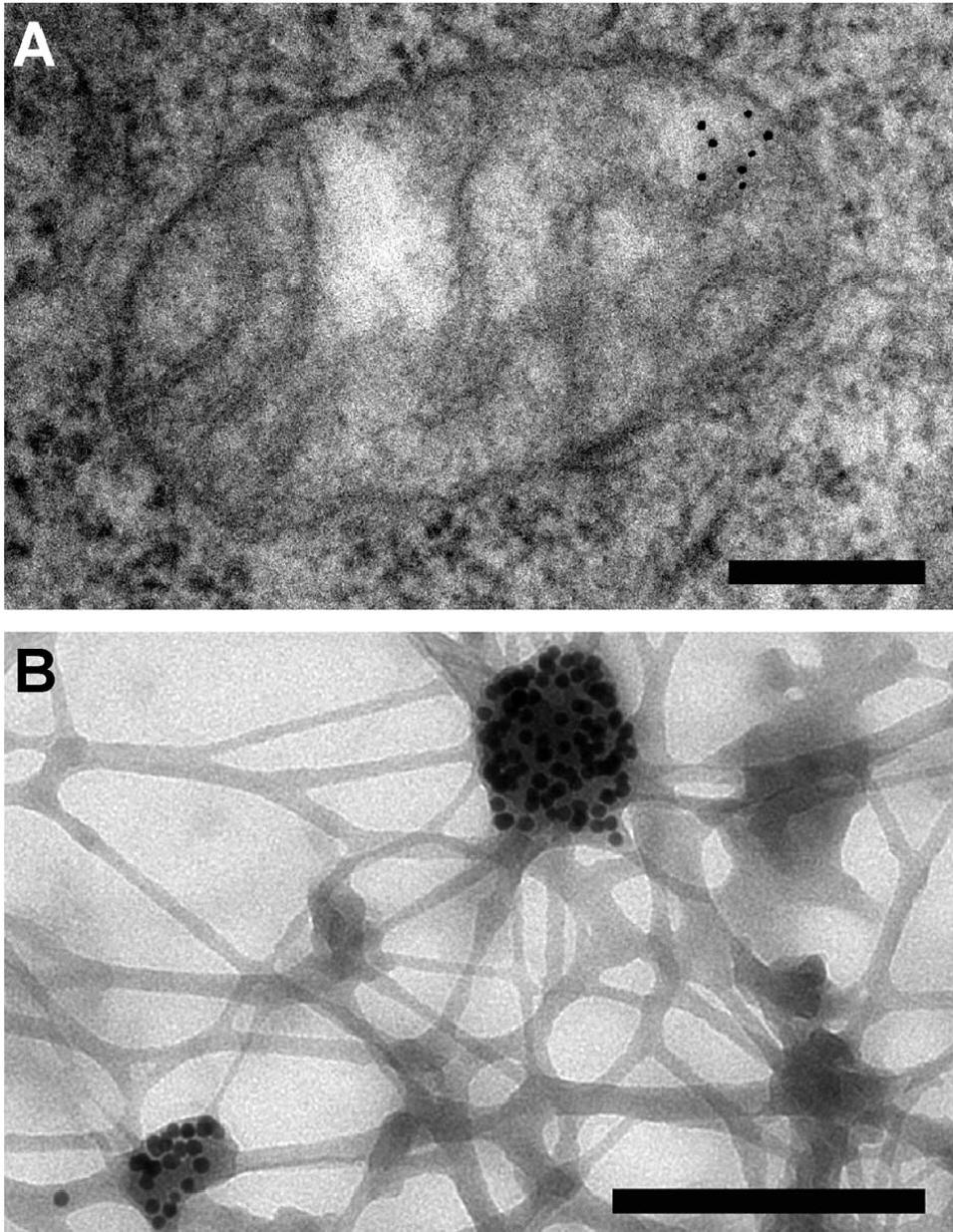
金コロイドで標識されたミトコンドリアDNA。A：ミトコンドリア断面、B：抽出された細胞質のホールマウント像。スケールバーはいずれも200nm。

金コロイドやその応用製品は、昔から生物試料における電子顕微鏡観察用の標識としてよく使われている。
金コロイドは、生物学的プローブ（抗体、レクチン、スーパー抗原、グリカン、核酸など）や受容体と結合させて、これらプローブが結合する対象の局在を電子顕微鏡で観察するのに使われることもある。金コロイドの大きさをプローブごとに変えることで、複数の対象を同時に観察することもできる。その場合、先に粒径の大きな金コロイドを使用すると、後に用いる小さな金コロイドがこれに凝集してアーティファクトを生じる可能性がある。

### 医療

#### 金療法
病気の治療に金イオンや金コロイドの投与が有効な場合があり、金療法と呼ばれる。
例えば金チオリンゴ酸ナトリウムが、関節リウマチ用の抗リウマチ薬として有効と考えられている。
一方で、金を含んだ点滴を長期間投与された人に、日光浴により皮膚に灰色や紫色のシミができやすいという副作用があるとも報告されている。この現象は銀皮症と類似しており、金皮症と呼ばれる。場合によっては歯や目の組織に沈着することもある。金皮症はひどくなると急性腎不全や心臓病、白血球減少症、貧血の原因となる場合もある。

#### アルツハイマー型認知症の治療
まだ試験管レベルの話であるが、金コロイドとマイクロ波照射を組み合わせることにより、ベータアミロイドが破壊できると報告されている。ベータアミロイドはアルツハイマー型認知症の原因物質と言われており、この方法がアルツハイマー型認知症に使える可能性を示唆している。同じ原理を使い、体内の特定の組織を破壊する研究も進められている。

#### 薬物輸送
金コロイドを使って、体内の特定の組織に特定量の薬物を運ぶことが検討されている。生体に疎水性の分子を投与する場合、細網内皮系に食されないために、金微粒子に結合させてナノサイズにまで巨大化させることが効果的である。例えばアメリカライス大学では、抗がん剤パクリタキセルを金コロイドに結合させて
分子カプセル化し、投与する方法について報告している。

#### 腫瘍検出
腫瘍（癌）に金コロイドを取り込ませ、表面増強ラマン散乱で検出することが検討されている。
分子が金コロイド表面に吸着すると、表面増強ラマン散乱の強度が数桁増加する。例えばチオールが修飾されたポリエチレングリコールをナノ粒子でカプセル化すると、散乱強度が安定する。これにより、生体への適合性と循環性も向上する。特定の腫瘍細胞に取り込ませるためには、ポリエチレングリコール化した金微粒子に、腫瘍細胞の上皮成長因子受容体に対応する抗体や抗体の一部（一本鎖抗体, scFvなど）を結合させる。これにより、ある特徴を持つ腫瘍にのみ金コロイドを付着させることができる。これを表面増強ラマン散乱分析することにより、腫瘍の位置を見つけることができる。